# Sám doma 3
Sám doma 3 (orig. Home Alone 3) je americká filmová komedie z roku 1997 volně navazující na filmy Sám doma a Sám doma 2: Ztracen v New Yorku. Macaulaye Culkina a jeho Kevina McCallistera nahradil Alex Pruitt v podání Alexe D. Linze.

## Obsazení
| Alex D. Linz       | Alex Pruitt      |
| Olek Krupa         | Peter Beaupre    |
| Rya Kihlstedt      | Alice Ribbonsová |
| Lenny von Dohlen   | Burton Jernigan  |
| David Thornton     | Earl Unger       |
| Haviland Morris    | Karen Pruittová  |
| Kevin Kilner       | Jack Pruitt      |
| Marian Seldes      | paní Hessová     |
| Seth Smith         | Stan Pruitt      |
| Scarlett Johansson | Molly Pruittová  |
| Neil Flynn         | policista        |